# Индексы Вейса
Индексы Вейса — кристаллографические индексы, характеризующие направление векторов решётки. Обычно выглядят как группы чисел, заключённые в квадратные скобки, например [110], [101]. Запись вида [lmn] означает, что вектор решётки имеет вид
{\displaystyle \mathbf {r} =l\mathbf {a} _{1}+m\mathbf {a} _{2}+n\mathbf {a} _{3},}
где {\displaystyle \mathbf {a} _{1,2,3}} — базисные вектора решётки.
Иногда в такой записи подразумевают вектора обратной решётки.
Названы в честь немецкого кристаллографа Христиана Самуэля Вейса (1780—1856).